# Referendos em Portugal
O artigo 115º da Constituição da República Portuguesa determina que o Presidente da República pode convocar um referendo nacional, sob proposta da Assembleia da República, do Governo, ou por iniciativa de um grupo de cidadãos dirigida à Assembleia da República. Todos os cidadãos recenseados no território nacional podem ser chamados a votar; os emigrantes são assim excluidos deste tipo de sufrágio.
Como em Portugal um referendo só é juridicamente vinculativo no caso de a participação ser igual ou superior a 50%, até à data nenhum o foi. No sufrágio sobre a regionalização e nos dois sobre o aborto (ou interrupção voluntária da gravidez), a abstenção foi sempre superior a 50%.
Todavia, antes da realização do segundo escrutínio sobre o aborto, uma questão profundamente fracturante na sociedade portuguesa, o Governo português afirmou que, independentemente do número de votantes, legislaria em consonância com a vontade da maioria dos que foram às urnas; isso é, caso o resultado não fosse vinculativo (como não foi), o governo acataria a recomendação popular. O Parlamento português aprovou, por ampla maioria, a Lei nº 16/2007 de 17 de Abril, que incorporou à legislação portuguesa o que fora recomendado pela população no referendo sobre o aborto realizado pouco antes.